# Gomphidictinus perakensis
Gomphidictinus perakensis – gatunek ważki z rodziny gadziogłówkowatych (Gomphidae). Występuje w Azji Południowo-Wschodniej; stwierdzony w Laosie, Tajlandii, Wietnamie oraz w Malezji (na Półwyspie Malajskim).